# Omagua
L'omagua és una llengua indígena de la selva amazònica peruana, propera al cocama, que pertany a les família de les llengües tupí, del subgrup tupí-guaraní, segons la classificació d'Aryon Rodrigues. Va ser àmpliament estudiat pel filòleg Lucas Espinosa.
D'acord amb la Base de dades de Pobles Indígenes o Originaris, el nom del poble Omagua prové de la paraula umawa, que en la llengua originària es compon de dos termes: umi ‘mirar, veure, escoltar, espiar, aguaitar’ i awa ‘gent’. Llavors Umawa significa literalment ‘gent que mira, observa, espia, escolta o aguaita’. Tradicionalment ha estat coneguda també com Omagua Yeté, Ariana, Pariana, Anapia, Macanipa, Yhuata, Umaua, Cambeba, Campeba i Omaguino, encara que avui els propis parlants prefereixen cridar-la Omagua. Actualment es considera una llengua en perill d'extinció. El 2020 només quedaven 2 parlants.

## Distribució històrica i moderna
Quan els europeus van arribar per primera vegada a la conca occidental de l'Amazones en nombre significatiu a finals del segle xvii i principis del XVIII, l'omagua era parlat per aproximadament 100.000 individus en dues zones principals: al llarg del riu Amazones pròpiament dit, entre les desembocadures del riu Napo i el riu Jutaí, i als voltants del riu Aguarico, afluent de l'alt riu Napo. En aquesta època, doncs, els parlants d'omagua vivien en regions corresponents a l'Amazònia moderna del Perú oriental, l'Amazònia occidental del Brasil i l'Amazònia oriental d'Equador.
Aquestes poblacions omagua van ser delmades per les malalties, les incursions d'esclavistes portuguesos i els conflictes amb les autoritats colonials espanyoles a principis del segle xviii, deixant-les dràsticament reduïdes. A partir del 2011, l'omagua era parlat per "menys de deu persones grans" al Perú i per un nombre de semiparlants prop de la ciutat de Tefé al Brasil, on la llengua es coneix com a Cambeba (Grenand and Grenand 1997).

## Procés de revitalització de la llengua

### Congrés de normalització de l'alfabet
A l'abril del 2019 la Direcció General d'Educació Intercultural Bilingüe i Rural en coordinació amb la Direcció Regional d'Educació de Loreto, la Unitat de Gestió Educativa de Loreto-Nauta i representants de la Direcció Desconcertada de Cultura de Loreto i Lima van realitzar un taller que va comptar amb la participació de docents, autoritats i descendents omagua del centre poblat San Joaquín de Omaguas per a consensuar l'alfabet que representaria a l'idioma en el qual es va acordar que contindrà 17 lletres, 5 vocals i 12 consonants.
Edinson Huamancayo Curi, especialista de la DIGEIBI, va recordar que la població de Omagua va estar entre la frontera del Perú i el Brasil en el segle XII, però pels conflictes i ocupacions dels portuguesos van començar a migrar a l'interior del nostre país. Amb el temps van passar per Caballocha, Pebas, Amazones i Iquitos fins a arribar a San Joaquín de Omagua, Nauta.
L'alcalde del centre poblat, Andy Willy García Shuña, va considerar que aquesta és una oportunitat per a recuperar “la identitat del poble de San Joaquin”. Per a això treballaran en paisatges de la llengua, és a dir, col·locar avisos en la seva llengua en diversos sectors i cases de la comunitat. També elaboraran un pla perquè el col·legi bàsic regular sigui bilingüe i s'ensenyi l'alfabet omagua. “No permetrem que això desaparegui” va puntualitzar.
Als assistents al taller se'ls va informar que posseeixen drets lingüístics, com a parlar en espais públics i privats, drets a un intèrpret i de no ser així han de reconèixer que s'estan vulnerant els seus drets.

### Reconeixement legal de l'alfabet
El 25 de febrer del 2020 el Ministeri d'Educació del Perú va reconèixer oficialment l'alfabet Omagua (RM 112-2020-MINEDU) al costat del de les llengües Munichi (RM 111-2020-MINEDU) i Taushiro (RM 112-2020-MINEDU).

### Llançament de l'App educativaWawankira[5]
El divendres 4 de desembre de 2020 va ser el llançament oficial de l'App Wawankira (nen petit), en la localitat de San Joaquín de Omaguas, que va ser creada per l'empresa Invéntalo i la Facultat d'Enginyeria de Sistemes i Informàtica (FISI) de la Universitat Nacional de la Amazonía Peruana (UNAP), amb el suport del Govern Regional de Loreto i la Municipalitat del centre poblat menor San Joaquín de Omaguas.
Actualment, la llengua omagua ve passant per un moment molt crític, fins abans de la pandèmia només cinc persones la parlaven, ara només queden tres, dues van morir per COVID-19. Wawankira és un aplicatiu per a mòbils i tauletes (sistema operatiu Android) perquè nens de tres a cinc anys, aprenguin a través d'imatges i sons els continguts bàsics sobre l'alfabet, els números, la família, els colors, parts del cos humà, animals, fruites, expressions bàsiques de la llengua omagua, etc.